# Constâncio de Uzès
Constâncio (em latim: Constantius) ou Constantino (em latim: Constantinus) foi o primeiro bispo de Uzès tendo ocupado o posto de 419 até sua morte em 462.

## Vida
Constâncio é mencionado pela primeira vez numa carta do papa Bonifácio I (r. 418–422). Em 440, foi enviado a Roma por Hilário de Arles portando memórias justificativas ao papa Leão I (r. 440–461). Em 450, foi destinatário duma carta de Leão I.
Em 451 e 461, Constâncio frequentou os concílios conveniados em Arles. Em 462, em decorrência da polêmica envolvendo o bispo Hermes de Narbona, seria nomeado metropolita pelo papa Hilário (r. 461–468) no lugar do último por sua primazia na Gália Narbonense.